# Qin Gang
Qin Gang (chinês: 秦刚, pinyin: Qín Gāng, Tianjin; 19 de março de 1966) é um ex-diplomata e político chinês que serviu como o 12º Ministro das Relações Exteriores da China de dezembro de 2022 a julho de 2023 e como Conselheiro de Estado da China de março a outubro de 2023.
Anteriormente, Qin atuou como embaixador da China nos Estados Unidos de 2021 a 2023, vice-ministro das Relações Exteriores da China de 2018 a 2021, diretor de protocolo do Ministério das Relações Exteriores de 2015 a 2018 e diretor de informações do Ministério das Relações Exteriores de 2011 a 2015.

## Infância e educação
Qin Gang nasceu em Tianjin, China, em 19 de março de 1966.
Qin obteve o bacharelado em Direito com especialização em política internacional pela Universidade de Relações Internacionais em 1988.

## Início de carreira
Após se formar na faculdade, Qin trabalhou como funcionário do Escritório de Serviços de Pequim para Missões Diplomáticas. Em 1992, ingressou no Ministério das Relações Exteriores da China como adido e Terceiro Secretário do Departamento de Assuntos da Europa Ocidental. Posteriormente, atuou na Embaixada da China no Reino Unido como Secretário e Conselheiro de 1995 a 2005, e trabalhou no Departamento de Informação do Ministério das Relações Exteriores como Vice-Diretor-Geral e porta-voz de 2005 a 2010.
Em setembro de 2010, Qin foi nomeado Enviado da República Popular da China para o Reino Unido. Em dezembro de 2011, retornou a Pequim para atuar como Diretor Geral do Departamento de Informação do Ministério das Relações Exteriores. De 2014 a 2017, Qin atuou como Diretor Geral do Departamento de Protocolo do Ministério das Relações Exteriores. Em 2017, tornou-se Assistente do Ministro das Relações Exteriores da China e Vice-Ministro das Relações Exteriores da China em setembro de 2018.

## Embaixador nos Estados Unidos
Em julho de 2021, Qin tornou-se o 11º Embaixador da República Popular da China nos Estados Unidos, sucedendo Cui Tiankai, de acordo com a decisão do Comitê Permanente do Congresso Nacional do Povo.
Em 22 de setembro de 2021, Qin defendeu o conceito de "democracia popular de processo integral" do secretário-geral do Partido Comunista Chinês, Xi Jinping, em uma conferência organizada pelos think tanks americanos Carter Center e The George H.W. Bush Foundation for US-China Relations, declarando: "Não é óbvio que tanto a filosofia centrada no povo da China quanto o 'do povo, pelo povo, para o povo' do presidente Lincoln são para o bem do povo? [...] Devemos entender a democracia socialista de processo integral da China como isto: do povo, ao povo, com o povo, para o povo?".
Em janeiro de 2022, em uma entrevista à NPR, Qin classificou o suposto genocídio uigur como "invenções, mentiras e desinformação".
Em abril de 2022, uma sessão especial de perguntas e respostas (Q&A) entre os três taikonautas da Shenzhou 13 a bordo da estação espacial Tiangong e estudantes americanos foi realizada na embaixada chinesa nos Estados Unidos, Washington, D.C. Qin atuou como anfitrião oficial do evento.
Em agosto de 2022, Qin chamou a visita de Nancy Pelosi a Taiwan de "farsa" e "total provocação política".

## Ministro das Relações Exteriores
Qin foi nomeado Ministro de Relações Exteriores da China em 30 de dezembro de 2022, sucedendo Wang Yi. Ele deixou o cargo de embaixador da China nos Estados Unidos em 5 de janeiro de 2023. Qin foi nomeado Conselheiro de Estado durante a primeira sessão do 14º Congresso Nacional do Povo, por indicação do recém-nomeado primeiro-ministro Li Qiang, em 12 de março de 2023.

### Remoção
Em 11 de julho de 2023, o porta-voz do Ministério das Relações Exteriores da China, Wang Wenbin, anunciou que Qin não participaria das reuniões dos Ministros das Relações Exteriores da ASEAN, realizadas em Jacarta, Indonésia, nos dias 13 e 14 de julho, devido a problemas de saúde. Em seu lugar, ele foi representado por seu predecessor, Wang Yi, que atua como diretor do Escritório da Comissão Central de Relações Exteriores do PCC, o cargo diplomático mais alto da China nas reuniões.
Qin não é visto em público desde 25 de junho de 2023 - quando conversou com seus homólogos da Rússia, Vietnã e Sri Lanka - e não se encontrou com dignitários visitantes, incluindo a Secretária do Tesouro dos Estados Unidos, Janet Yellen, e o ex-Secretário de Estado dos Estados Unidos, Henry Kissinger, em julho.
Sua indisponibilidade foi um dos motivos do cancelamento da visita do Alto Representante da União para os Negócios Estrangeiros e a Política de Segurança, Josep Borrell, à China em julho.
As especulações em torno do desaparecimento de Qin centraram-se num suposto caso com a repórter de Hong Kong Fu Xiaotian, que também pareceu desaparecer na mesma altura.
Em 25 de julho de 2023, Qin foi removido do cargo de Ministro das Relações Exteriores da China por decreto assinado pelo presidente Xi Jinping, após a aprovação de uma lista de nomeações e remoções pelo Comitê Permanente do 14.º Congresso Nacional do Povo. O predecessor de Qin, Wang Yi, foi reconduzido ao cargo.
O Ministério das Relações Exteriores da China e os órgãos de comunicação social oficiais, incluindo a Agência de Notícias Xinhua, não explicaram a demissão de Qin. Todas as menções a Qin durante seu mandato como ministro das Relações Exteriores foram removidas do site do Ministério das Relações Exteriores, embora tenham sido restauradas no dia seguinte. Com 207 dias de mandato, Qin é o ministro das Relações Exteriores da República Popular da China com o menor tempo de serviço.
A sexta reunião do Comitê Permanente do 14.º Congresso Nacional do Povo, concluído em 24 de outubro de 2023, decidiu remover Qin Gang do cargo de Conselheiro de Estado e remover Li Shangfu dos cargos de Conselheiro de Estado e Ministro da Defesa Nacional.

### Especulação
Segundo um artigo de 19 de setembro de 2023 publicado pelo Wall Street Journal, Qin se envolveu em um relacionamento extraconjugal enquanto servia como embaixador. O Journal citou duas fontes não identificadas que afirmaram que o relacionamento resultou no nascimento de um filho nos Estados Unidos. Segundo o Journal, Qin estava cooperando com uma investigação do PCC com foco em se o relacionamento extraconjugal ou a conduta de Qin haviam comprometido a segurança nacional chinesa.
De acordo com um artigo de 26 de setembro do Financial Times, Qin mantinha um relacionamento com Fu Xiaotian, citando fontes não identificadas. Segundo o artigo, Qin e Fu se conheceram em Londres em 2010, quando ambos estavam no Reino Unido, e desenvolveram uma relação mais próxima quase uma década depois em Pequim. Também mencionou que Fu teve um filho com a ajuda de uma mãe de aluguel nos Estados Unidos. Mencionou que Qin começou a limitar o contato com Fu após sua nomeação como ministro das Relações Exteriores, o que levou Fu a deixar pistas sobre o relacionamento nas redes sociais. Citando dois indivíduos não identificados, o Politico Europe escreveu que Qin pode ter cometido suicídio ou morrido após tortura em julho.

## Vida Pessoal
Qin é casado com Lin Yan. Ele tem pelo menos um filho.